# Saint-Marcouf (Calvados)
Saint-Marcouf è un comune francese di 95 abitanti situato nel dipartimento del Calvados nella regione della Normandia.

## Società

### Evoluzione demografica
Abitanti censiti